# Caremolo Modrone
Caremolo Modrone (Milano, 1489 – Mantova, 1543) è stato un armoraro italiano.

## Biografia

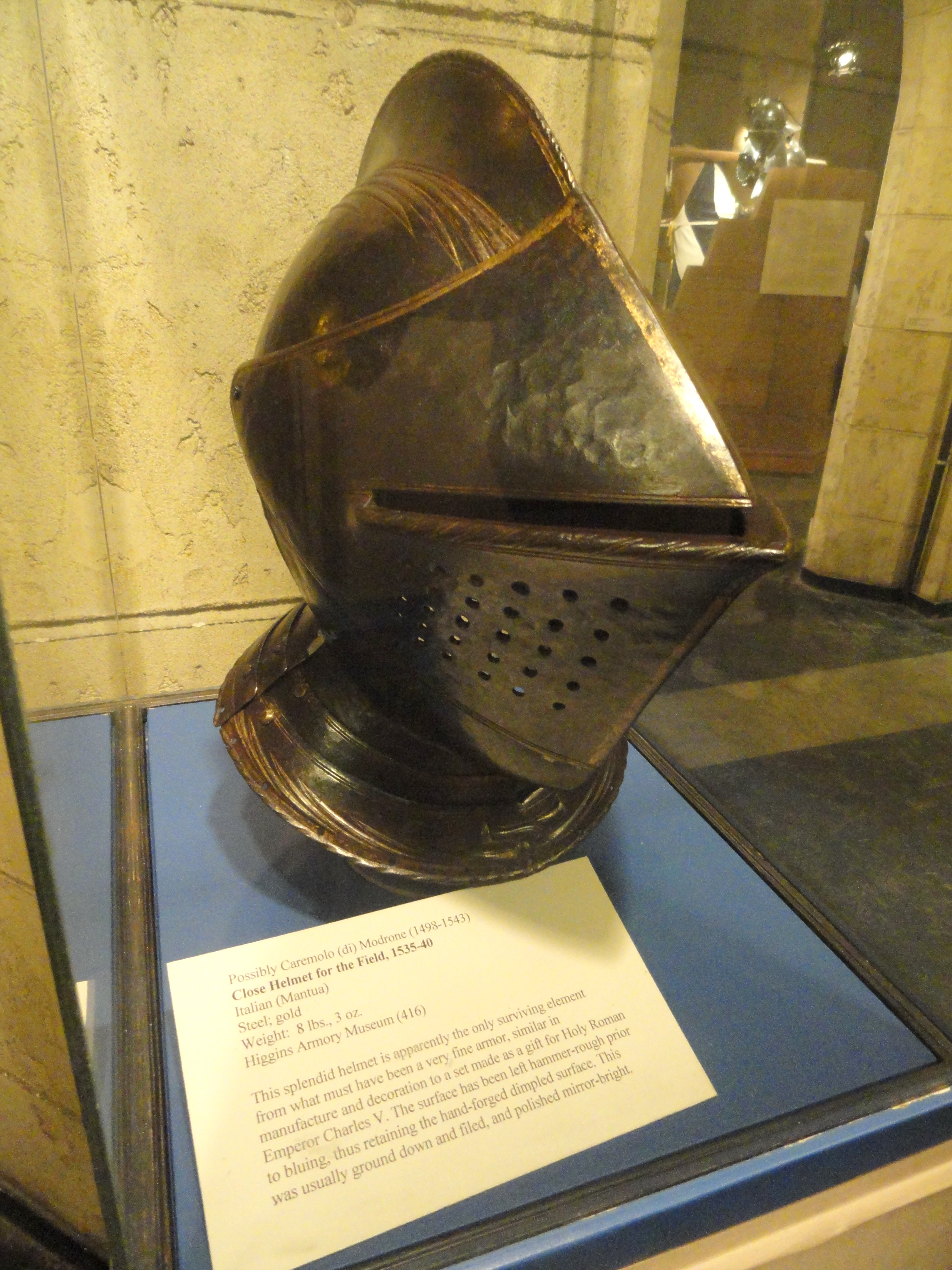
Elmo costruito da Caremolo Modrone, Higgins Armory Museum, Worcester (Massachusetts), U.S.A.

Era conosciuto anche come Caremolo Modrone di Mantova, per avere trascorso la sua carriera di armoraro al servizio della corte dei Gonzaga di Mantova.
Dal 1521 lavorò per due decenni presso il marchese e poi primo duca di Mantova Federico Gonzaga, con la qualifica di "artista insigne". Caremolo fornì le armature e le spade al duca, alle sue truppe e a molti suoi alleati, procurandosi il ferro da Brescia. Nel 1524 fornì alcune armature per il marchese del Vasto Alfonso III d'Avalos e per Carlo di Borbone. Nel 1525 spedì alcune armature a Ercole II d'Este, duca di Ferrara e al condottiero Pirro Gonzaga, signore di Bozzolo.
Caremolo diventò famoso anche per avere fornito, nel dicembre 1528, alcune armature per l'imperatore Carlo V.
Nel 1539 spedì armi e armature al Connestabile di Francia Anne de Montmorency.
Morì a Mantova nel 1543.
Alcune sue opere sono esposte al Museo Bardini, al Museo nazionale del Bargello di Firenze, alla villa Medicea di Cerreto guidi e all'Higgins Armory Museum di Worcester (Massachusetts), U.S.A.